# Zweizähnige Laubschnecke
Die Zweizähnige Laubschnecke (Perforatella bidentata) ist eine Schneckenart der Familie der Laubschnecken (Hygromiidae) aus der Ordnung der Landlungenschnecken (Stylommatophora).

## Merkmale
Das kugelige Gehäuse mit kegelförmigem Gewinde ist 5 bis 7 mm hoch und 6,5 bis 8,5 mm breit (5 bis 7 × 6,5 bis 9 mm). Es hat sieben bis acht leicht gewölbte, langsam anwachsende Windungen, die von einer seichten Naht voneinander abgesetzt sind. Die Unterseite ist etwas abgeflacht. Auf der letzten Windung, die sich nur unmittelbar vor dem Mündungsrand etwas aus der Windungsebene absenkt, befindet sich oberhalb der Peripherie eine rundliche Ausbuchtung. Die Mündung ist im Querschnitt leicht kantig, oben und unten leicht abgeflacht. Die Mündungsfläche steht sehr schräg zur Windungsachse. Der Mündungsrand ist nach außen gebogen und mit einer glänzenden, weißlichen Lippe verdickt. Am unteren Rand der Mündung befinden sich innen zwei starke und stumpfe Zähne (Name!), ein Basal- und ein Palatalzahn, denen auf der Außenseite des Mündungsrandes kleine Grübchen entsprechen. Der sehr enge Nabel ist durch den umgebogenen Spindelrand fast völlig verdeckt.
Die hellbraune Schale des Gehäuses ist opak bis leicht transparent. Die Oberfläche zeigt deutliche und regelmäßige Anwachsstreifen. Meist ist an der Peripherie ein weißes Band vorhanden.
Der Weichkörper ist am Rücken gräulich-schwarz, an den Seiten und am Fuß hell. Die Fühler sind sehr lang. Im männlichen Trakt des zwittrigen Geschlechtsapparates ist das Flagellum vergleichsweise sehr lang, etwa so lang wie der Epiphallus. Der Epiphallus ist etwas länger wie der Penis und von diesem nur undeutlich abgesetzt. Der Penisretraktormuskel setzt etwa in der Mitte des Epiphallus an. Der distal an der Vagina ansetzende, einzelne Pfeilsack ist vergleichsweise sehr groß. Ein innerer Pfeilsack ist nicht ausgebildet. Der freie Einleiter ist vergleichsweise lang. An der Abzweigung der Spermathek oder etwas unterhalb sitzen drei Glandulae mucosae, die sich in bis zu drei Äste verzweigen. Der Stiel der Spermathek ist sehr lang, die Blase liegt der Albumindrüse an. Der untere (distale) Teil der Vagina mit den Ansatz des Pfeilsackes sowie der untere Teil des Pfeilsackes ist von einer Gewebehülle umgeben.

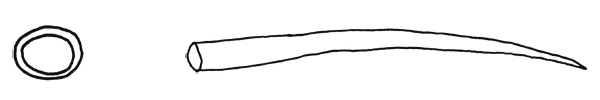
Liebespfeil

### Ähnliche Arten
Die Zweizähnige Laubschnecke unterscheidet sich von der Zahnlosen Haarschnecke (Trochulus edentulus) durch die zwei Mündungszähne, die letzterer Art fehlen. Perforatella dibothrion hat ein größeres Gehäuse, dichtere Anwachsstreifen und auf der Endwindung an der Peripherie eine stumpfe Kante. Die Einzähnige Haarschnecke hat nur einen Zahn in der Mündung.

## Geographische Verbreitung und Lebensraum
Das Verbreitungsgebiet der Zweizähnigen Laubschnecke erstreckt sich sehr zerstreut von Ostfrankreich (Vogesen), über Deutschland, Dänemark, Polen, Ukraine bis nach Westrussland. Im Norden reicht es bis nach Südschweden, Südfinnland und Nordrussland (St. Petersburg-Novgorod-Region), im Süden bis zu den Alpen, weiter im Osten bis Österreich und Ungarn.
Die Zweizähnige Laubschnecke ist feuchtigkeitsliebend und lebt am Boden in der Laubstreu von feuchten Erlenwäldern und Gehölzstreifen entlang von Gewässern oder auch an sonstigen feuchten Stellen alter Wälder.

## Lebensweise
Die Art ist vergleichsweise kälteunempfindlich und auch bei sehr niedrigen Temperaturen unter der Laubschicht aktiv. In Polen dauerte die Fortpflanzungsperiode von Mai bis in den September an. Im Labor wurden auch im Winter Eier abgelegt, d. h. die Fortpflanzungsperiode ist von externen Faktoren gesteuert. Die Paarung findet in den Abendstunden statt und dauert etwa 20 Minuten. In den ersten drei bis fünf Minuten richteten sich der vordere Teil des Fußes mit Kopf und Tentakeln leicht auf. Danach krochen die beiden Partner mehrmals in kleinen Kreisen (Durchmesser etwa 3 bis 4 cm), die nach ein paar Minuten immer kleiner werden. Nach ungefähr 10 bis 12 Kreisen neigten die beiden Partner die Köpfe jeweils nach links. Dann begannen die beiden Partner mit den Köpfen und Tentakeln die Fußränder und die nun teilweise schon ausgestülpten Genitalatria zu berühren. Diese Phase der Paarung dauerte twa 30 Minuten. Danach wurden die Genitalatria voll ausgestülpt und die gegenseitige Übertragung der Spermatophoren fand statt. Danach wurden die Genitalatria langsam wieder zurückgezogen. Die Kopulation selber dauerte etwa 20 Minuten. Nach der Kopulation verharrten die beiden Partner noch etwa für zehn Minuten bewegungslos, bevor sie sich trennten.
Nach vier Wochen wurden die Eier abgelegt. Die frischen, milchig-weißen Eier haben einen kalkige Hülle und glänzen durch eine Schleimschicht. Nach sechs bis sieben Tagen wechselten sie zu cremefarben und die Oberfläche wurde matt. Nach weiteren acht bis zehn Tagen wurden die Hüllen durchscheinend. Die Eier waren leicht elliptisch mit einem kleineren Durchmesser von 1,25 bis 1,94 mm (Mittelwert: 1,49 mm, n=84) und einem größeren Durchmesser von 1,42 bis 2,23 mm (Mittelwert: 1,78 mm, n= 84). Die Eier wurden einzeln oder in kleinen Gelegen von 2 bis 30 Eiern an schattigen Plätzen unter der Laubstreu und im Boden abgelegt. Nach 8 bis 34 Tagen schlüpften die Jungen. Auch innerhalb eines Geleges war die Schlüpfzeit sehr asynchron, von einem bis sieben Tagen. Die Schlüpflinge hatten einen durchsichtigen Körper und ein durchsichtiges Gehäuse von 1,1 bis 1,7 Windungen (Mittelwert: 1,51, n=242). Das eigentliche, ältere, Embryonalgehäuse ist glatt. Der jüngere, kurz vor dem Schlüpfen gebildete Teil weist eigenartige, kurze quer zur Windungsachse angeordnete Periostracumblättchen auf, die im späteren Leben verloren gehen. Anscheinend ist Selbstbefruchtung nicht möglich, denn die wenigen, nicht nach einer Paarung abgelegten Eier entwickelten sich nicht. Kannibalismus wurde weder bei Jungtieren noch bei ausgewachsenen Tieren beobachtet. Das Wachstum verlief rasch, nach nur 93 bis 273 Tagen war die Endgröße erreicht und es wurde die Innenlippe gebildet. Pro Monat wurden etwa 0,7 Windungen produziert. Die Endgröße war etwas unterschiedlich. Die im Winter geschlüpften Jungtieren erreichten die Endgröße später nach 168 bis 274 Tagen (Mittelwert: 205,5, n=20) mit 6,1 bis 6,3 Windungen. Im Frühjahr geschlüpfte Jungtiere wuchsen schneller und erreichten nach 93 bis 181 Tagen und 4,9 bis 5,5 Windungen. Die Lebensdauer konnte in der Studie nicht mit Sicherheit festgestellt werden. Die ins Labor eingebrachten, adulten Tiere starben ca. ein Jahr später, d. h. die Tiere werden zwei bis drei Jahre alt.
In der freien Natur werden die Tiere vor allem in der Laubstreu und zusammengerollten trockenen Blättern gefunden. Sie klettern auch auf Pflanzen, aber nie höher als ein paar Zentimeter über der Erde. Die Populationsdichte beträgt bis zu 20 Individuen pro m². Die Tiere sind am aktivsten in der Nacht und am frühen Morgen. Die Mobilität ist mit bis zu 5 Meter pro Monat gering, durchschnittlich wurden nur zwei bis drei Meter pro Monat zurückgelegt.

## Taxonomie
Das Taxon wurde von Johann Friedrich Gmelin 1791 als Helix bidentata aufgestellt. Es ist die Typusart der Gattung Perforatella Schlüter, 1838. Die Fauna Europaea verzeichnet nur das Synonym Trochus bidens Chemnitz, 1786, ein nicht verfügbarer Name.

## Gefährdung
Die Zweizähnige Laubschnecke ist in der Roten Liste für Deutschland als gefährdet eingestuft. Dagegen wird die Art von der IUCN auf das Gesamtverbreitungsgebiet betrachtet als nicht gefährdet bewertet.